# Sierras de Bellavista

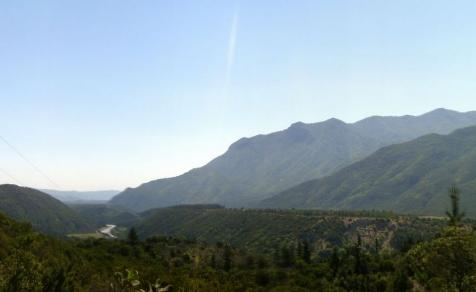
Vista de las Sierras de Bellavista.

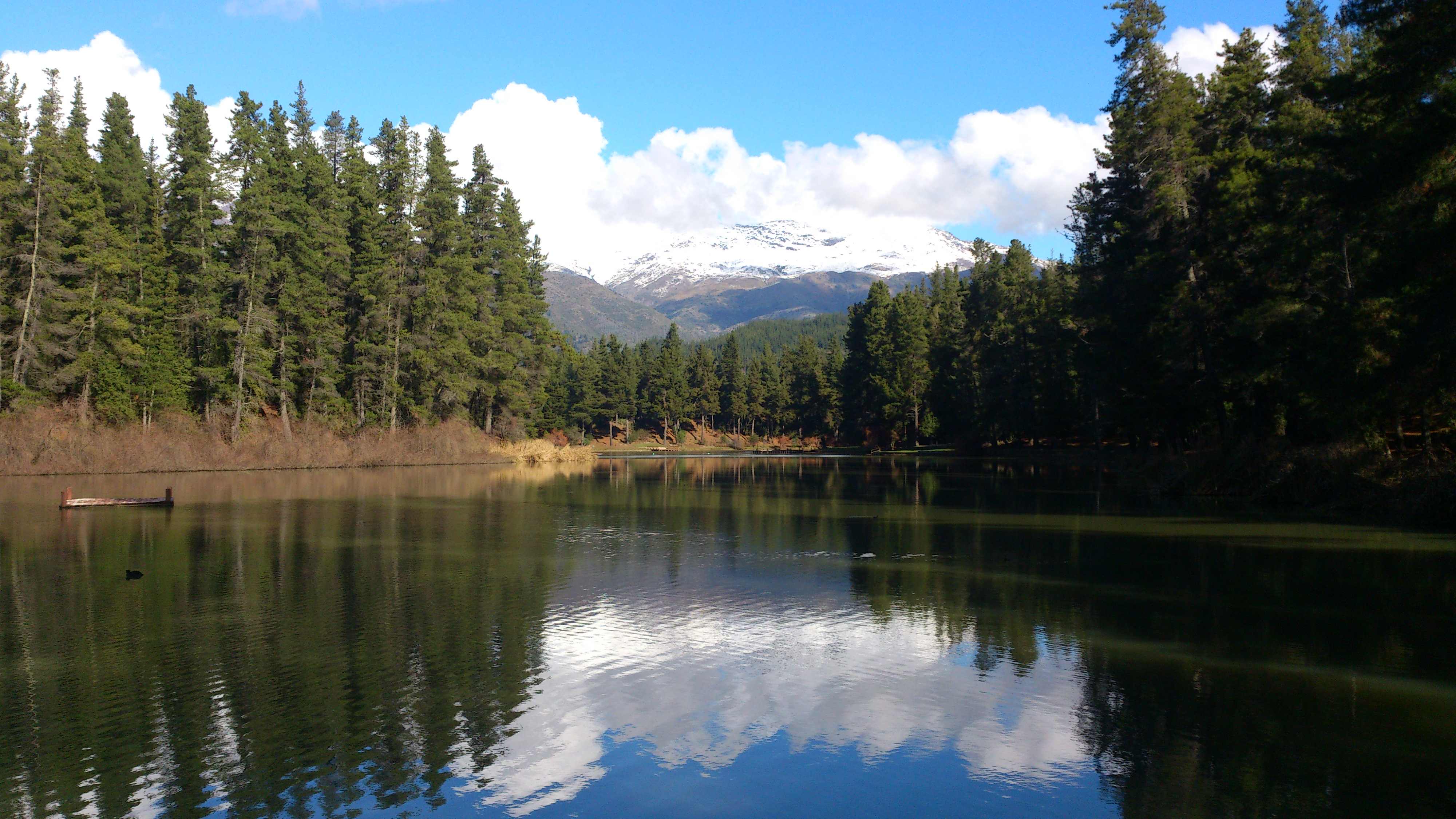
Tranque Misurina.

Sierra de Bellavista es una localidad chilena, ubicada a 30 km al sureste de Puente Negro, y a 40 km de San Fernando, en la Región de O'Higgins. Pertenece administrativamente a la comuna de San Fernando y según el censo de 1992 posee una población de 466 habitantes.
El 5 de marzo de 1947, un acuerdo del municipio aprobó el plano propuesto por la Sociedad Mercantil Forestal S.A. En sus límites generales quedó comprendida la "Población de Montañas Sierra de Bellavista". En la actualidad, existen cerca de 380 casas construidas, un club de tenis y cancha de futbolito. Comprende los fundos de Bellavista, Talhuencillo, Barranca y El Guanaco y se caracteriza por un conjunto de casas de estilo alpino y con jardines llenos de flores que se ha desarrollado en torno a la laguna La Misurina, marco ideal para caminatas, paseos a caballo y pequeñas excursiones por los alrededores.

## Entorno natural
Al este de Sierras de Bellavista se encuentra el Santuario de la Naturaleza Alto Huemul, bosque relicto de extraordinario valor ecológico, florístico y recreacional. Está constituido por un robledal de casi 3.000 ha . Los robles de altura comienzan a aparecer en forma de bosquetes, principalmente renovales entre los 1.000 y 2.000 m s. n. m.; ocupan algunas laderas de las Sierras de Bellavista, mezclado con cipreses de la cordillera. En las quebradas, por donde corren pequeños cursos de agua, los robles están acompañados por peumos, corcolenes, maitenes, radales, olivillos, lingues, además de enredaderas, arbustos y hierbas. 
En cuanto a la fauna destacan las cachañas, pájaros carpinteros de cabeza roja, águilas, cóndores, tucúqueres y otras aves. Todo esto conforma un paisaje típico precordillerano.
En enero de 1999, varios incendios forestales en los sectores de La Rufina y Sierras de Bellavista, devastaron alrededor de 25.000 ha de las cuencas hidrográficas del río Tinguiririca, Clarillo y Claro. Las consecuencias de esta catástrofe ecológica, cuyo efecto inmediato y más visible fue la destrucción de la cubierta vegetal y de la fauna, se hicieron sentir también en el régimen hídrico, en la producción y calidad del agua, en un fuerte incremento de la escorrentía y por ende de la erosión hídrica. En la actualidad, la corporación "Parques para Chile" está ejecutando un proyecto de restauración ecológica de Sierras de Bellavista, que contempla la reforestación y el manejo de las cuencas existentes en el sector.